# بنیفایرو د لا بایدیگنا
بنیفایرو د لا بایدیگنا (به اسپانیایی: Benifairó de la Valldigna) یک شهرستان در اسپانیا است که در Safor واقع شده‌است.

## خصوصیات
بنیفایرو د لا بایدیگنا ۲۰٫۲ کیلومترمربع مساحت و ۱٬۶۹۷ نفر جمعیت دارد و ۴۰ متر بالاتر از سطح دریا واقع شده‌است.

## خواهرخوانده
شهر Redessan خواهرخواندهٔ بنیفایرو د لا بایدیگنا هست.